# Andakt

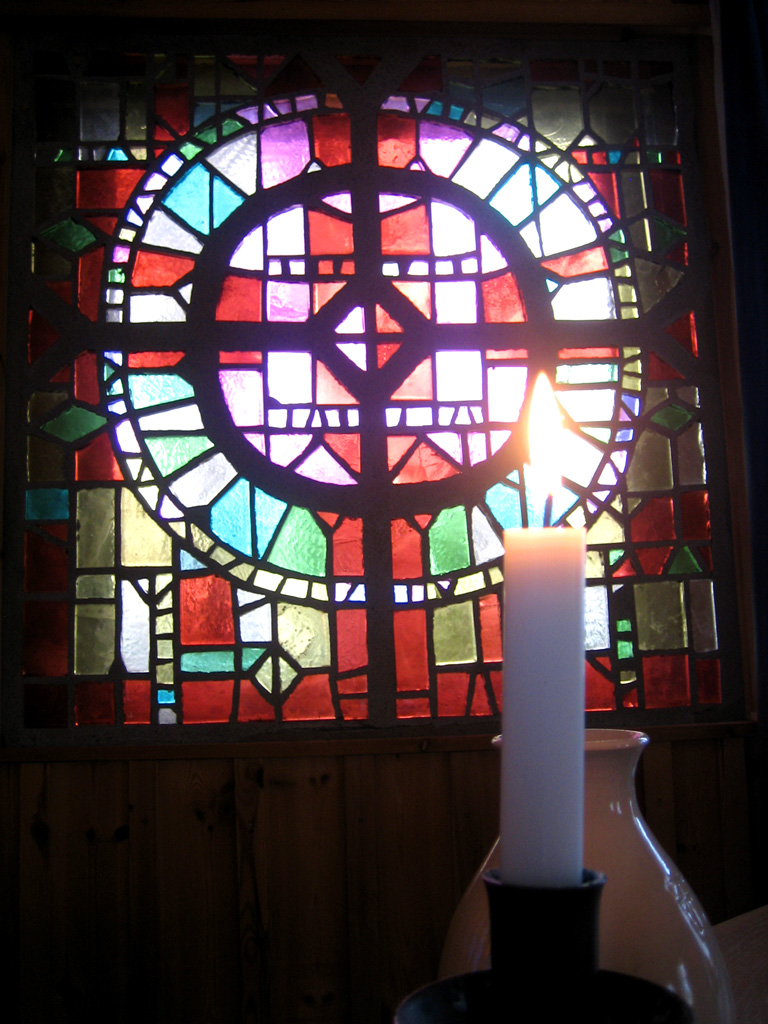
Kapellfönster.

En andakt är en enkel form av gudstjänst som kristna uppmanas att, enskilt eller i grupp, fira dagligen. För mindre, nattvardslösa gudstjänster på exempelvis äldreboenden används ofta denna benämning. 
Andakt innehåller bön, bibelläsning, lovsång och meditation. Ordet andakt har sitt ursprung i tyskans andenken det vill säga att tänka på något. Tanken inriktas primärt på Gud genom bön eller genom stillhet. Andakter kan också hållas i tidegärdens form och kallas då "tideböner".
För enskild andakt finns en särskild litterär genre av så kallade andaktsböcker. Några kända nutida författare av andaktslitteratur är Torgny Wirén, Magnus Malm, Wilfrid Stinissen och Martin Lönnebo. Historiskt har bland andra Magnus Friedrich Roos och Carl Olof Rosenius haft stor betydelse.